# Aphelinus daucicola
Aphelinus daucicola är en stekelart som beskrevs av Kurdjumov 1913. Aphelinus daucicola ingår i släktet Aphelinus och familjen växtlussteklar. Arten är reproducerande i Sverige. Inga underarter finns listade i Catalogue of Life.